# Rentenangleichung
Die Anspruchs- und Anwartschaftsüberführung aus Zusatz- und Sonderversorgungssystemen der DDR beinhaltet die Art und Weise, wie die in der DDR begründeten Rechte in die gesetzlichen Regelungen zur Altersvorsorge in der Bundesrepublik Deutschland eingearbeitet wurden.
Die Rechtslage für Ansprüche zur Altersversorgung für ehemalige DDR-Bürger wird von zwei Gruppen gesetzlicher Vorschriften bestimmt.
- Bei der ersten Gruppe handelt es sich um allgemeine, für Deutschland insgesamt geltende gesetzliche Regelungen, darunter zur Art der Rente (z. B. Regelaltersrente), persönliche Entgeltpunkte, den Rentenartfaktor, den aktuellen Rentenwert, Beitragszeiten, beitragsfreie und beitragsgeminderte Zeiten (u. a. Ausbildungszeiten) und den Zugangsfaktor.

- Eine zweite zusätzliche und spezielle Gruppe von Vorschriften zur Altersversorgung betrifft nur ehemalige DDR-Bürger. Dabei geht es u. a. um die Art der Zusatz- oder Sonderversorgung, um die in der DDR ausgeübte Beschäftigung, um den Rentenbeginn (Bestandsrentner am 31. Dezember 1991, Zugangsrentner – Beginn vom 1. Januar 1992 bis 30. Juni 1995, Neurentner), um das Datum der Bestandskraft von Überführungs- und Rentenbescheiden.

## Grundzüge der Altersversorgung in der DDR
In der DDR bestand ein Altersvorsorgesystem mit drei Bereichen:
1. Sozialversicherung als gesetzliche Rentenversicherung mit Versicherungsschutz vor den Risiken des Alters, der Invalidität und des Todes
Im Jahre 1971 wurde zusätzlich zur Sozialversicherung die Freiwillige Zusatzrentenversicherung geschaffen, der die Versicherten beitreten konnten, wenn sie ein Bruttoentgelt von mehr als 600 Mark erzielten. Etwa 85 % der Berechtigten nutzten diese Möglichkeit. Mit der freiwilligen zusätzlichen Altersversicherung wurde den Sozialpflichtversicherten die Möglichkeit gegeben, Einkommen oberhalb der Beitragsbemessungsgrenze zu versichern. Eine Gesamtversorgung von bis zu 90 % des günstigsten Nettoeinkommens war erreichbar.
2. Zusatzversorgungssysteme
Für die Angehörigen der Intelligenz (u. a. Wissenschaftler und Hochschullehrer, Ärzte, Ingenieure, Lehrer und Künstler) sowie für die Beschäftigten der staatlichen Organe, für Mitarbeiter der Parteien, der gesellschaftlichen Organisationen und weitere in Gesetzen und Beschlüssen genannten Beschäftigte wurden Zusatzversorgungssysteme eingerichtet.
Die Zusatzversorgung ergänzte die Rente aus der Rentenversicherung. Das Versorgungsziel war 60 % des Bruttoverdienstes bis maximal 90 % des Nettoverdienstes der (5 oder 10) günstigsten Jahre. Diesen Systemen sollen vier Millionen Beschäftigte angehört haben.
3. Sonderversorgungssysteme
Diese bestanden für die Angehörigen der Nationalen Volksarmee, der Deutschen Volkspolizei, der Feuerwehr und des Strafvollzugs, der Zollverwaltung und des Ministeriums für Staatssicherheit/Amtes für Nationale Sicherheit. Diese Systeme vereinten Aufgaben der Grundsicherung und darüber hinaus der Sicherung des Lebensstandards. Es soll zuletzt ca. 120.000 Leistungsempfänger gegeben haben. Versorgungsziel: ca. 90 % des Nettoeinkommens der besten Jahre.

## Vertragliche Verpflichtungen vor dem Beitritt der DDR zur Bundesrepublik Deutschland (1990)

### Verpflichtungen aus dem Staatsvertrag
Die DDR verpflichtete sich in Artikel 20 des Vertrages über die Schaffung einer Währungs-, Wirtschafts- und Sozialunion zwischen der Bundesrepublik Deutschland und der DDR vom 18. Mai 1990 (BGBl. II S. 537), ihr Rentenrecht an das der Bundesrepublik anzugleichen.
Unter anderem war festgelegt: „Die bestehenden Zusatz- und Sonderversorgungssysteme werden grundsätzlich zum 1. Juli 1990 geschlossen. Bisher erworbene Ansprüche und Anwartschaften werden in die Rentenversicherung überführt, wobei Leistungen auf Grund von Sonderregelungen mit dem Ziel überprüft werden, ungerechtfertigte Leistungen abzuschaffen und überhöhte Leistungen abzubauen.“
In der Fachliteratur (siehe Quellenverzeichnis: Christoph, S. 47) werden die Regelungen des Staatsvertrages wie folgt kommentiert: „Der Staatsvertrag enthielt damit weder Vorgaben für die Liquidierung der über die SV-Rente hinausgehenden Rentenansprüche/-anwartschaften noch für die Reduzierung der Versichertenrenten durch das Rentenstrafrecht.“
Zur Umsetzung dieser Festlegung des Staatsvertrags erließ die DDR das „Gesetz zur Angleichung der Bestandsrenten an das Nettorentenniveau der Bundesrepublik Deutschland und zu weiteren rentenrechtlichen Regelungen – Rentenangleichungsgesetz – vom 28. Juni 1990“. Das Rentenangleichungsgesetz enthielt eine Zahlbetragsgarantie für bereits bestehende Versorgungsrenten und alle neu zugehende Versorgungsrenten, wobei es auf das Zugangsdatum nicht ankam. Mit anderen Worten war der Vertrauensschutz für Zugangsrentner zeitlich nicht befristet.

### Verpflichtungen aus dem Einigungsvertrag
Der Vertrag zwischen der Bundesrepublik Deutschland und der DDR über die Herstellung der Einheit Deutschlands – Einigungsvertrag – vom 31. August 1990 beschäftigt sich (in Artikel 30, Ziffer 5) mit der Altersversorgung.
Bedeutungsvoll sind folgende Festlegungen:
- Erstens: „Die Einzelheiten der Überleitung des Sechsten Buches Sozialgesetzbuch (Rentenversicherung) … werden in einem Bundesgesetz geregelt.“

- Zweitens: Für Zugangsrentner mit Rentenbeginn bis 30. Juni 1995 wird Vertrauensschutz gewährt und eine Rente geleistet, wie sie dem Rentenrecht der DDR entspricht.

- Drittens: „Im Übrigen soll die Überleitung von der Zielsetzung bestimmt sein, mit der Angleichung der Löhne und Gehälter …. auch eine Angleichung der Renten zu verwirklichen.“

Aus der Fachliteratur (Christoph. S. 50) sei auf folgendes verwiesen: „Er (der Einigungsvertrag) verfügte ….. weder die ersatzlose Liquidierung der rechtmäßig erworbenen Ansprüche/Anwartschaften auf Renten aus den Zusatz- oder Gesamtversorgungssystemen noch aus der FZR und stellte auch nicht den ‚Untergang’ von in der DDR erworbenen Rentenansprüchen/-anwartschaften fest, die zu ‚ersetzen’ gewesen wären.“
Der Einigungsvertrag hat die Festlegung des Staatsvertrags zur Schließung der Zusatz- und Sonderversorgungssysteme und zur Überführung erworbener Ansprüche und Anwartschaften in die gesetzliche Rentenversicherung bestätigt. Sie sind nach Art, Grund und Umfang den Ansprüchen und Anwartschaften nach den allgemeinen Regelungen der Sozialversicherung unter Berücksichtigung der jeweiligen Beitragszahlungen anzupassen, wobei ungerechtfertigte Leistungen abzuschaffen und überhöhte Leistungen abzubauen sind. Sie sind darüber hinaus zu kürzen oder abzuerkennen, wenn der Berechtigte oder die Person, von der sich die Berechtigung ableitet, gegen die Grundsätze der Menschlichkeit oder Rechtsstaatlichkeit verstoßen oder in schwerwiegendem Maße ihre Stellung zum eigenen Vorteil oder zum Nachteil anderer missbraucht hat. (Anlage 2, Kapitel VIII Sachgebiet H Abschnitt II Nr. 9 a und b).
- Zur Zahlbetragsgarantie: Bei Personen, die am 3. Oktober leistungsberechtigt waren, sollte nach dem Einigungsvertrag bei der Anpassung … der Zahlbetrag nicht unterschritten werden, der für Juli 1990 zu erbringen war.

- Zum Vertrauensschutz: Bei Personen, die vom 4. Oktober bis 30. Juni 1995 leistungsberechtigt wurden, sollte der Zahlbetrag nicht unterschritten werden, der für Juli 1990 zu erbringen gewesen wäre, wenn der Versorgungsfall am 1. Juli 1990 eingetreten wäre.

## Rentenüberleitungsgesetz

### Konzeption der Überführung im Gegensatz zum Einigungsvertrag
Durch das Gesetz zur Herstellung der Rechtseinheit in der gesetzlichen Renten- und Unfallversicherung (Rentenüberleitungsgesetz – RÜG) vom 25. Juli 1991 (BGBl. I S. 1606) wurden Festlegungen zur Überleitung der Ansprüche aus der DDR in die rentenrechtlichen Regelungen der alten Bundesländer getroffen.
Eine Reihe der getroffenen Festlegungen wich vom Einigungsvertrag ab.
Die geschützten Zahlbeträge aus Bestandsrenten wurden verringert.
Sie wurden bei nicht systemnahen Versorgungssystemen auf 2010 DM begrenzt.
Für Rentner mit Ansprüchen aus systemnahen Zusatzversorgungssystemen wurde festgelegt, dass im Falle der Ausübung einer leitenden Funktion oder einer Tätigkeit als Richter oder Staatsanwalt oder in einer Berufungsfunktion oder Wahlfunktion im Staatsapparat eine Begrenzung des bei der Rentenhöhe berücksichtigten Arbeitsentgelts erfolgt. Eine Funktion wurde als leitend eingestuft, wenn in ihr ein Arbeitsentgelt oder Arbeitseinkommen über dem 1,4 fachen des Durchschnittsentgelts bezogen wurde. In diesem Falle wurde bei der Rentenberechnung pro Berufsjahr nur 1 Rentenpunkt zuerkannt.
Der Zahlbetrag aus dem Sonderversorgungssystem für MfS-Angehörige wurde auf 802 DM festgesetzt.
Mit diesen Bestimmungen wurde gegen diejenigen Festlegungen des Einigungsvertrages, die eine Zahlbetragsgarantie und einen Vertrauensschutz enthielten, verstoßen.
Die Bundesregierung und der Gesetzgeber hielten das für möglich, weil der Einigungsvertrag zum einfachen Bundesgesetz geworden sein soll, da eine der vertragsschließenden Parteien (die DDR) mit dem Beitritt zur Bundesrepublik untergegangen wäre.
Einfache Bundesgesetze, so der seinerzeitige Standpunkt, seien der Veränderung durch den Gesetzgeber zugänglich.
Eigentum in Form von Ansprüchen auf Altersversorgung und mit Anspruch auf Schutz durch das Grundgesetz sei aus der DDR nicht übergekommen, sondern erst nach 1990 neu durch Gesetze der Bundesrepublik begründet worden.
Gerechtfertigt wird die skizzierte Konzeption noch 1994. Das ist u. a. geschehen in einem Forschungsbericht 238 des Bundesministeriums für Arbeit und Sozialordnung, Verfassungsmäßigkeit der Regelungen des Anspruchs- und Anwartschaftsüberführungsgesetzes [AAÜG], Papier, Seite 25.
Die Urheber der Anspruchsüberleitungsregelungen von 1991 gingen von ihrer Überzeugung aus, dass je höher ein Zugehöriger bestimmter Versorgungssysteme in der DDR entlohnt wurde, umso geringer der Wert der geleisteten Arbeit einzuschätzen war, sondern politische Motive eine Rolle spielten.
Die Konzeption wurde 1999 durch das Bundesverfassungsgericht widerlegt. Sie bildete aber bis dahin die Grundlage der erlassenen und angewendeten Gesetze.

### Zahlbetragsgarantie und Vertrauensschutz
Um Brüche zu vermeiden und eine allmähliche Anpassung zu ermöglichen, wurden Übergangsregelungen geschaffen.
Wesentliche Regelungen sind:
- Bestandsschutz: Die Umstellung der Bestandsrenten erfolgte auf der Grundlage der Arbeitsjahre und des individuellen Durchschnittseinkommens der letzten 20 Arbeitsjahre zum 1. Januar 1992.

Es wurden Differenzbeiträge geleistet, sofern der bisherige Zahlbetrag höher war als die (nach den Regeln des SGB VI) neu berechnete Rente. Diese Differenzbeträge (Auffüllbeträge) sollten mit Erhöhungen der Rentenwerte abgeschmolzen werden.
- Vertrauensschutzregelung: Für Versicherte, deren Rentenbeginn in der Zeit vom 1. Januar 1992 bis 31. Dezember 1996 liegt, wird eine Vergleichsrente ausgehend Recht der DDR gezahlt, wenn diese Rente höher ist als die nach SGB VI berechnete Rente. Auch in diesem Falle wurden und werden die Auffüllbeträge abgeschmolzen.

In einer Anlage (Anlage 1) zum Gesetz sind die Zusatzversorgungssysteme (27 an der Zahl) im Einzelnen aufgelistet.
Eine weitere Anlage (2) benennt die Sonderversorgungssysteme (4 Systeme)
Einführung einer Beitragsbemessungsgrenze
Für jedes Kalenderjahr ist als Verdienst das erzielte Arbeitsentgelt oder Arbeitseinkommen ein Höchstbetrag festgelegt worden (Gemäß § 6 Absatz 1 AAÜG). Das erfolgte mit einer Anlage 3 zum Gesetz. Der dort genannte Jahreshöchstverdienst lässt als Höchstgrenze die Anrechnung von 1,8 Rentenpunkten pro Jahr zu.
Wenn also 45 Arbeitsjahre erreicht wurden und bei den Arbeitsentgelten immer die Beitragsbemessungsgrenze erreicht wurde (ein äußerst seltener, günstiger Fall) würde die Monatsrente im Jahr 2005 brutto = 1860,57 Euro ausmachen.
Kürzung bei leitenden Funktionen
Bei Ansprüchen aus Zusatzversorgungssystemen wurde dann, wenn leitende Funktionen ausgeübt wurden, das für die Rente berücksichtigungsfähige Arbeitsentgelt so gekürzt, dass nur 1 Rentenpunkt pro Arbeitsjahr erreichbar war. (Beispiel 45 Arbeitsjahre * 1 Rentenpunkt*22,97 Euro = 1033,65 Euro Rente im Jahr 2005)
Von Anfang an wurden die Regelungen zur Rentenbegrenzung stark kritisiert. Betroffene klagten vor Gerichten.

## Lockerung von Rentenkürzungen (1993)

### Milderung für systemnahe Funktionen der mittleren Leitungsebene (1993)
Im Januar 1993 musste das Bundessozialgericht Klagen von ehemaligen DDR-Bürgern entscheiden, die sich durch Anspruchsüberführungsregelungen benachteiligt fühlten.
Die Entscheidungen zu Gunsten der Kläger erfolgten nach dem Grundsatz, dass keine Kürzung von Versorgungsansprüchen stattfinden dürfe, wenn das gezahlte Entgelt der Leistung entspricht.
Es stand eine Novellierung des Rentenüberleitungsgesetzes an. Sie erfolgte in Form des Gesetzes zur Ergänzung der Rentenüberleitung (Rentenüberleitungs-Ergänzungsgesetz – Rü-ErgG -) vom 24. Juni 1993.
Mit diesem Gesetz wurden verschiedene Kürzungen von Rentenansprüchen zurückgenommen oder gemildert.
Wurde vorher bei bestimmten „staats- oder systemnahen“ Versorgungssystemen das individuelle Arbeitseinkommen nur berücksichtigt, wenn es das 1,4fache des Durchschnittseinkommens nicht überstieg (sonst erfolgte die Kürzung auf 1 Rentenpunkt pro Jahr), so sah die Neuregelung ein komplizierteres Verfahren vor. Betrug das individuelle Arbeitsentgelt nicht mehr als das 1,6 fache des Durchschnitts, wurde das 1,4 fache berücksichtigt. Darüber hinaus blieb es bei der Kürzung auf 1 Rentenpunkt.
Weiter wurden die Zahlbeträge (nach § 10 des AAÜG) neu geregelt. Anstelle von 2010 DM wurde eine Grenze von 2700 DM festgelegt. Besonders wurden damit die Angehörigen der Altersversorgung der Intelligenz bessergestellt, sofern sie keiner besonderen Einkommensbegrenzung (staatsnahe Funktionen) unterlagen. Noch immer aber wurden die Vereinbarungen des Einigungsvertrages nicht eingehalten. Derartige Obergrenzen waren nicht vorgesehen.
Zu weiteren Veränderungen in den Regelungen zur Nichtanerkennung des tatsächlichen Arbeitsentgelts bei der Rentenberechnung kam es ab 1. Januar 1997.

### Einschränkung des Personenkreises – 1996
Für Rentenbezugszeiten ab 1. Januar 1997 erfolgte eine Neuordnung der Begrenzungsregelungen.
Der Kreis der von Kürzungen bei der Rentenberechnung betroffenen wurde deutlich verringert.
Für die neue Kürzungsregelung wurde ein neues Kriterium angewendet. Angenommen wurde, das in der Funktion eines Hauptabteilungsleiters der Gehaltsstufe E 3 im zentralen Staatsapparat bezogene Gehalt enthalte auch Einkommensteile, die Ausdruck einer politisch, gesellschaftlich oder einkommensmäßig privilegierten Stellung mit besonderer Verantwortung für die Stärkung oder Aufrechterhaltung des politischen Systems der ehemaligen DDR waren.
Diese Neufestlegung des Personenkreises mit Verdacht, politisch überhöhtes Entgelt erhalten zu haben, erfolgte mit dem Gesetz zur Änderung und Ergänzung des Anspruchs- und Anwartschaftsüberführungsgesetzes (AAÜG-Änderungsgesetz – AAÜG-ÄndG) vom 11. November 1996.
Mit der neuen Regelung wurden u. a. Mitarbeiter des Staatsapparates, die im Jahr 1988 mehr als 31.800 Mark verdienten (im Monat 2650 Mark), auf einen Rentenpunkt zurückgestuft, während bei einem Verdienst von 31.799 Mark (eine Mark Unterschied!) 1,8 Rentenpunkte angerechnet wurden.
Auch nach der neuen gesetzlichen Regelung erfolgten viele Klagen und Petitionen der Betroffenen. Sie wandten sich vor allem gegen die pauschale Gleichsetzung von hohem Arbeitsentgelt und politisch überhöhtem Entgelt.
Auch Richter von Sozialgerichten zweifelten an der Verfassungsmäßigkeit vieler Regelungen der Rentenüberleitung. Sie machten vom Recht und der Pflicht des Artikel 100 GG Gebrauch. Dort heißt es: „Hält ein Gericht ein Gesetz, auf dessen Gültigkeit es bei der Entscheidung ankommt, für verfassungswidrig, so ist das Verfahren auszusetzen und, …. wenn es sich um die Verletzung dieses Grundgesetzes handelt, die Entscheidung des Bundesverfassungsgerichts einzuholen.“

## Rückkehr zum Einigungsvertrag und zum Eigentumsschutz
Am 28. April 1999 fällte das Bundesverfassungsgericht 3 Urteile zu wesentlichen Punkten der Anspruchs- und Anwartschaftsüberleitung. Die Aktenzeichen und Fundstellen dieser Urteile im Internet sind im Quellenverzeichnis aufgeführt.

### Leitlinien des Bundesverfassungsgerichts
Besonders bedeutungsvoll war es, dass Leitlinien benannt wurden, an denen die in den Klagen angegriffenen Gesetzesregelungen gemessen werden müssen. Am wichtigsten war Folgendes:
- Die in der DDR erworbenen Ansprüche und Anwartschaften aus Zusatz- und Sonderversorgungssystemen genießen, soweit sie im Einigungsvertrag als vermögenswirksame Rechtspositionen der gesamtdeutschen Rechtsordnung anerkannt worden sind, den Eigentumsschutz des Artikel 14 Abs. 1 Satz 1 des Grundgesetzes (GG). Mit dem Beitritt und der Anerkennung durch den Einigungsvertrag sind die Rentenansprüche und -anwartschaften in den Schutzbereich des Grundrechts des Artikels 14 Abs. 1 GG gelangt. Der verfassungsrechtliche Eigentumsschutz kommt ihnen in der Form zu, die sie aufgrund der Regelungen des Einigungsvertrages erhalten haben.

Mit dieser Festlegung hat das Bundesverfassungsgericht die früher von der Bundesregierung vertretene Position zurückgewiesen, der Einigungsvertrag trage nur den Charakter einfachen Bundesrechts und seine Regelungen könnten durch Bundesgesetze verändert werden – auch in Form von Rentenkürzungen.
Die zu erlassenden neuen Gesetze mussten vom Wortlaut und Sinn des Einigungsvertrages ausgehen. Es sollte sich in den Folgejahren zeigen, dass die Bundesregierung die gezogene Leitlinie nicht vollständig einhielt.

### Begründung für verfassungswidrige Regelungen (im Inhalt zu verändern)
In den Urteilen wurde eine Reihe von gesetzlichen Regelungen als verfassungswidrig bezeichnet. Die Bundesregierung wurde aufgefordert, die Gesetze zu verändern und verfassungskonform zu gestalten.
Eine unzulässig typisierende Vorgehensweise lag der Begrenzung des berücksichtigungsfähigen Arbeitsentgelts für „systemnahe“ Sonder- und Zusatzversorgungssysteme sowie in Fällen der Ausübung „systemnaher“ Funktionen zu Grunde. Der Gesetzgeber hatte unterstellt, dass die Arbeitsentgelte oder Arbeitseinkommen der von der Regelung erfassten Personen durchweg überhöht waren. Für die Verfassungsrichter war jedoch nicht ersichtlich, dass überhöhte Arbeitsentgelte gerade an die vom Gesetz erfassten Gruppen gezahlt worden sind, oder dass Entgelte ab den vom Gesetz festgelegten Grenzen als überhöht angesehen werden müssen. Ebenso war nicht zu begründen, warum für die im Gesetz (AAÜG § 6, Abs. 2) aufgezählten Leitungsfunktionen im Vergleich zu anderen ebenfalls leitenden Positionen in der Deutschen Demokratischen Republik „überhöhte“ Entgelte gezahlt worden sein sollen.
Als verfassungswidrig eingestuft wurde weiterhin eine Vorschrift (§ 307 b Abs. 1 SGB VI), wonach bei der Überleitung von Renten aus Zusatz- und Sonderversorgungssystemen, die bereits am 31. Dezember 1991 gezahlt worden sind, in die gesetzliche Rentenversicherung die während der gesamten Versicherungszeit bezogenen tatsächlichen Arbeitsentgelte oder Arbeitseinkommen zugrunde gelegt wurden. Im Unterschied dazu wurde bei den übrigen Bestandsrentnern (die keinem Zusatz- oder Sonderversorgungssystem angehört haben) der monatliche Rentenbetrag in einem pauschalen Verfahren ermittelt. Die Ermittlung ihrer Renten wird auf der Grundlage eines 20-Jahres-Zeitraumes vorgenommen. Bei diesen Rentnern werden nur die letzten 20 Jahre des Arbeitslebens der Rentenberechnung zugrunde gelegt. Da auch in der DDR regelmäßig gegen Ende des Erwerbslebens die höchsten Einkommen bezogen worden sind (auf die dann auf ein bestimmtes durchschnittliches Einkommen während des gesamten Versicherungslebens geschlossen wird) wurden die Angehörigen von Zusatz- und Sonderversorgungssystemen benachteiligt.

### Begründung für nichtige Regelungen (aufzuheben)
Zu den als nichtig erklärten Regelungen gehörten insbesondere diejenigen, die erlassen worden sind, obwohl sie dem Einigungsvertrag widersprachen. Das betraf
- Die Regelung zur vorläufigen Zahlbetragsbegrenzung mit der Begrenzung des Rentenzahlbetrages auf 2.700 DM (§ 10 Abs. 1 Satz 2 AAÜG). Diese Begrenzung stellte einen Eingriff in die durch Art. 14 Abs. 1 Satz 1 GG geschützte Eigentumsposition dar.

- Die Regelung, wonach bei ehemaligen Angehörigen des Ministeriums für Staatssicherheit nur 70 % des Durchschnittsgehalts in die Rentenberechnung eingehen sollten. Hier hat der Gesetzgeber die ihm gesetzten Grenzen überschritten. Das Eigentumsgrundrecht wurde unverhältnismäßig eingeschränkt.

- Regelung für die Rentner, die der Sonderversorgung des Ministeriums für Staatssicherheit angehörten. Ihre Rente war auf höchstens 802 DM beschränkt worden – also weit unter den Durchschnitt aller Rentenbezieher.

## Neuregelungen nach den Urteilen des Bundesverfassungsgerichts
Der Gesetzgeber musste umfangreiche Gesetzesänderungen beschließen. Das geschah mit dem 2. Gesetz zur Änderung und Ergänzung des Anspruchs- und Anwartschaftsüberleitungsgesetzes (2. AAÜG-ÄndG) vom 27. Juli 2001 (BGBl. I S. 1881).
Im Einzelnen wurde Folgendes geregelt:
- Der Vertrauensschutz für rentennahe Jahrgänge wird auf den Zeitraum bis 30. Juni 1995 ausgedehnt.
- Die in verfassungskonformer Auslegung geforderte Dynamisierung des besitzgeschützten Zahlbetrages wird entsprechend der Auslegung des Bundessozialgerichts mit den Anpassungswerten der alten Bundesländer durchgeführt.
- Die Zahlbetragsbegrenzung nach § 10 AAÜG wird für die „nicht systemnahen“ Zusatzversorgungssysteme aufgehoben; im Übrigen bleibt die Zahlbetragsbegrenzung 2 010 DM pro Monat für Sonderversorgungs- und „systemnahe“ Zusatzversorgungssysteme bestehen.
- Die Zahlbetragsbegrenzung für das Versorgungssystem MfS/AfNS wird verfassungskonform ausgestaltet.
- Die Entgeltbegrenzung des § 6 AAÜG i. d. F. des Rü-ErgG wird aufgehoben.
- Die Entgeltbegrenzung für die Bemessungsgrundlage zur Rentenberechnung für Angehörige des Versorgungssystems MfS/AfNS wird von 70 v. H. auf 100 v. H. des Durchschnittsentgelts angehoben.
- Die Neuberechnung von Bestandsrenten (§ 307b SGB VI) wird im Wege der Vergleichsberechnung vorgenommen. Neben dem individuellen Versicherungsverlauf wird eine Zwanzigjahreszeitraumbetrachtung (in Anlehnung in § 307a SGB VI) vorgenommen. Die jeweils höhere Leistung wird als (SGB VI) Rente gezahlt.

Die Bundesregierung hat betont, dass sie sich bei der Umsetzung der Vorgaben der Gerichte von der befriedenden Wirkung dieser Entscheidungen leiten ließ und zur Vermeidung erneuter ideologisch geführter Diskussionen grundsätzlich nicht über die gerichtlichen Vorgaben hinausgehen will. (Im Internet nachzulesen: Drucksache 14/5640, 23. März 2001)
Deshalb hat die Bundesregierung bei der Neufassung des AAÜG bewusst nur die Punkte berücksichtigt, die vom Bundesverfassungsgericht ausdrücklich als verfassungswidrig oder nichtig bezeichnet wurden. Die Bundesregierung hat die Leitsätze des Verfassungsgerichts nicht zum Anlass genommen, auch andere Teile des Gesetzes, gegen die Klagen bei Sozialgerichten vorlagen, zu hinterfragen und sie aus eigener Initiative zu verändern.

## Erneutes Urteil zum Maßstab für überhöhte Entgelte in der DDR (2004)
Am 23. Juni 2004 hat das Bundesverfassungsgericht drei weitere Normenkontrollverfahren behandelt. Es hat entschieden, dass bestimmte, damals immer noch bestehende Begrenzungen der berücksichtigungsfähigen Arbeitsentgelte und Arbeitseinkommen von zusatz- und sonderversorgten Personen der DDR in der gesetzlichen Rentenversicherung verfassungswidrig sind. Sie verstoßen gegen den Eigentumsschutz (Quelle: BVerfG, 1 BvL 3/98 vom 23. Juni 2004 – aus dem Internet herunterzuladen).
Die als verfassungswidrig eingestuften Begrenzungen besagten, dass für die Rentenberechnung das Einkommen, ab dem eine Entgeltbegrenzung stattfindet, durch die DDR-Gehaltsstufe E 3 (ab 1985: Gehaltsstufe 12) einschließlich Aufwandsentschädigung bestimmt wird. Ab dieser Grenze wird der Rentenberechnung das durchschnittliche Jahresarbeitseinkommen der Beschäftigten in der DDR als Arbeitsentgelt zugrunde gelegt (§ 6 Absatz 2 und § 6 Absatz 3 Nummer 8 des AAÜG in Verbindung mit den dort genannten Anlagen).

### Anforderungen an Beweise für überhöhte Entgelte bei hohen Entgelten
In der Urteilsbegründung stellte das Gericht fest, dass den zu prüfenden Regelungen keine konkreten Erkenntnisse darüber zugrunde liegen, ob und gegebenenfalls in welchen Bereichen in der DDR überhöhte Entgelte gezahlt wurden. Hohe Arbeitsverdienste sind nicht notwendig überhöhte Arbeitsverdienste.
Die unzulässige Gleichstellung von „hohem Einkommen“ und „überhöhtem Einkommen“ bestimmte das Konzept der zu prüfenden Vorschriften.
Verfassungsrechtlich unzulässig ist der vom Gesetzgeber gewählte Kürzungsmechanismus. Indem die Regelung der Begrenzung alle erfassten Arbeitsentgelte „fallbeilartig“ auf das Durchschnittseinkommen kürzt, bleiben die Grundsätze unbeachtet, die für Regelungen solcher Art im Hinblick auf Art. 3 Abs. 1 GG maßgeblich sind.
Der Gesetzgeber kann sich zur Rechtfertigung der von ihm getroffenen Regelungen nicht darauf berufen, die Opfer des SED-Regimes erhielten auf der Grundlage des Gesetzes über die berufliche Rehabilitierung oft nur eine sehr geringe Altersversorgung. Dieser Zusammenhang ist zur Rechtfertigung der festgestellten Ungleichbehandlung anderer Rentner nicht tragfähig.

### Weitere Gesetzesänderungen zum Personenkreis mit Rentenkürzungen
Das Bundesverfassungsgericht hatte es (mit Beschluss vom 23. Juni 2004 - 1 BvL 3/98) für unvereinbar mit dem Gleichheitsgebot nach Artikel 3 des Grundgesetzes erklärt, dass für die Rentenberechnung eine Entgeltbegrenzung stattfindet, wenn der Verdienst höher liegt als die DDR-Gehaltsstufe E 3 (ab 1985: Gehaltsstufe 12). Dieser Sachverhalt wurde in der Auseinandersetzung polemisch als Strafrente bezeichnet, zumal sie auch politisch unbelastete DDR-Bürger betraf.
Deshalb musste erneut eine Gesetzesänderung erfolgen. Das geschah mit dem Ersten Gesetz zur Änderung des Anspruchs- und Anwartschaftsüberführungsgesetzes vom 21. Juni 2005 (BGBl. I S. 1672).
Die Regelungen zur Begrenzung des bei der Rentenberechnung berücksichtigungsfähigen Arbeitsentgelts wurden neu gefasst.
Anstelle der vorher generell für Zeiten der Zugehörigkeit zu einem „systemnahen“ Sonder- und Zusatzversorgungssystem bei Erreichen einer bestimmten Verdiensthöhe geltende Entgeltbegrenzung wurde ein neues Kriterium festgelegt.
Die Begrenzung wird auf diejenigen Zeiten beschränkt, in denen solche Funktionen im Parteiapparat der SED, in der Regierung oder im Staatsapparat ausgeübt wurden, die auch eine Weisungsbefugnis gegenüber dem Ministerium für Staatssicherheit (MfS) sowie dem Amt für Nationale Sicherheit (AfNS) umfassten. Weiter wurden Zeiten in Funktionen auf den höchsten Ebenen des so genannten Kadernomenklatursystems der DDR einbezogen. Ausgegangen wurde davon, dass die Betreffenden – wie auch die MfS/AfNS-Mitarbeiter – einkommens- und versorgungsseitig Teil eines Gesamtkonzepts der Selbstprivilegierung innerhalb des Staates waren. (Siehe Bundestags-Drucksache 15/5488,11. Mai 2005, im Internet verfügbar).
Die Funktionen, bei denen nach dem novellierten Gesetz weiterhin bei Erreichen einer bestimmten Verdiensthöhe eine Entgeltbegrenzung bei der Rentenberechnung gilt (Absenkung auf 1 Rentenpunkt pro Arbeitsjahr) werden im Gesetz im Einzelnen benannt (im Internet veröffentlicht).
Der von den starken Begrenzungen betroffene Personenkreis wird weiterhin eine Monatsrente von höchstens etwa 1100 Euro bis 1300 Euro erhalten.
Die anderen Rentner aus Zusatzversorgungssystemen erhalten eine Monatsrente von etwa 1500 Euro, da ihre Verdienste nur bis zum 1,8fachen eines Durchschnittsverdienstes in der DDR angerechnet werden (wegen der Beitragsbemessungsgrenze).
Bei der Abstimmung im Bundestag stieß das neu gefasste AAÜG auf Zweifel hinsichtlich seiner Verfassungsmäßigkeit. Zwei Abgeordnete der SPD gaben eine Erklärung zur Abstimmung zum Entwurf des genannten Gesetzes ab (Siehe Anlage 7, Deutscher Bundestag, Stenografischer Bericht 175. Sitzung, Berlin, Donnerstag, den 12. Mai 2005 – verfügbar im Internet).
U. a. wird in dieser Erklärung ausgesagt, dass zur Abstimmung stehende Gesetz sei inkonsequent, da weiterhin für bestimmte Personengruppen Entgeltbegrenzungen fortbestehen sollen. Diese Fortgeltung sei vom Beschluss des Bundesverfassungsgerichtes nicht getragen. Der Kürzungsmechanismus widerspreche dem Gleichheitsprinzip. Es sei zu bezweifeln, ob die Behauptung, dass die Betreffenden versorgungsseitig als Mitglieder eines Gesamtkonzeptes der Selbstprivilegierung anzusehen sind, von den Feststellungen im Beschluss des Bundesverfassungsgerichtes vom 23. Juni 2004 (1 BvL 3/98) getragen wird.

## Höchstrichterliche Bestätigung von Rentenkürzungen für Stasi-Mitarbeiter
Bei der Überführung der Ansprüche und Anwartschaften aus der DDR in das Rentensystem der Bundesrepublik Deutschland wurden von Anfang an Rentenkürzungen für Mitarbeiter des Ministeriums für Staatssicherheit in die Gesetze eingearbeitet. Ein Teil der Kürzungen musste zurückgenommen werden. Das erfolgte auf Grund eines Urteils des Bundesverfassungsgerichts (BVerfG, 1 BvL 11/94 vom 28. April 1999).
Es wurde entschieden:
- Die für Angehörige des Sonderversorgungssystems des Ministeriums für Staatssicherheit/Amtes für Nationale Sicherheit vorgenommene Begrenzung der berücksichtigungsfähigen Arbeitsentgelte oder Arbeitseinkommen auf 70 vom Hundert des jeweiligen Durchschnittsentgelts im Beitrittsgebiet ist mit Art. 3 Abs. 1 und Art. 14 GG nicht vereinbar und nichtig, soweit für die Rentenberechnung das zugrunde zu legende Arbeitsentgelt oder Arbeitseinkommen unter das jeweilige Durchschnittsentgelt im Beitrittsgebiet abgesenkt wird.
- Die Vorschrift des § 10 Abs. 2 Satz 1 Nr. 1 AAÜG über die Begrenzung von Zahlbeträgen der Leistungen des Sonderversorgungssystems des Ministeriums für Staatssicherheit/Amtes für Nationale Sicherheit auf 802 DM monatlich bei Versichertenrenten verstößt gegen Art. 14 GG und ist nichtig.

Die Urteile sind inzwischen in die Gesetze eingearbeitet. Dagegen wurde eine neue Verfassungsbeschwerde vorgebracht. Sie richtete sich gegen die Begrenzung der berücksichtigungsfähigen Arbeitsentgelte und Arbeitseinkommen von Angehörigen des Ministeriums für Staatssicherheit/Amtes für Nationale Sicherheit (MfS/AfNS) der DDR auf das jeweilige Durchschnittseinkommen im Beitrittsgebiet.
Die Verfassungsbeschwerde wurde nicht zur Entscheidung angenommen. (BVerfG, 1 BvR 1070/02 vom 22. Juni 2004).
Das Bundesverfassungsgericht hat entschieden,
- dass die Berücksichtigung der Arbeitsentgelte von Angehörigen des Sonderversorgungssystems des MfS/AfNS lediglich bis zur Höhe der jeweiligen Durchschnittsentgelte verfassungsrechtlich zulässig ist.

- Es hat weiter festgestellt, dass der Gesetzgeber zu einer weiter gehenden Berücksichtigung der Arbeitsentgelte verfassungsrechtlich nicht verpflichtet ist.

Entscheidend ist die Passage aus der Urteilsbegründung, wonach der Gesetzgeber für das MfS/AfNS davon ausgehen konnte, dass in diesem Bereich deutlich überhöhte Entgelte gezahlt wurden.
Mit diesem höchstrichterlichen Urteil ist die Rentensituation für die ehemaligen Stasi-Beschäftigten entschieden.

## Die rentenrechtliche Situation der Wissenschaftler der DDR
Die Art und Weise der Überführung der Altersversorgungsansprüche aus der DDR in das Rentenrecht der Bundesrepublik Deutschland hat für Wissenschaftler aus der DDR besonders hohe Nachteile gebracht. Das gilt in erster Linie für diejenigen, die erst nach dem 30. Juni 1995 in den Ruhestand getreten sind. Bis zu diesem Zeitpunkt bestand eine Zahlbetragsgarantie für Bestandsrentner und ein Vertrauensschutz für Zugangsrentner nach 1990.
Bei den Neurentnern wirkt die Begrenzung des anrechnungsfähigen Arbeitsentgelts durch die Beitragsbemessungsgrenze, die in die Überführungsgesetze eingeführt wurde. In der Altersversorgung der Intelligenz der DDR gab es eine solche Grenze nicht. Den Angehörigen war eine Versorgung in Höhe von 60 % des Bruttoverdienstes bis maximal 90 % des Nettoverdienstes der (5 oder 10) günstigsten Jahre zugesichert. Diese Regelung wurde nach 1990 nicht in die neue Gesetzgebung übernommen.
Beispielhaft für die eingetretenen Nachteile ist der Fall eines Professors, der 1998 in den Ruhestand ging. Er erhält eine Rente von netto 1554 Euro. Vorher waren seine Leistungsbezüge 4850 Euro. Dieser Wissenschaftler wurde 1990 evaluiert, weiter beschäftigt und zum Professor neuen Rechts berufen.
Die Rentensituation der Wissenschaftler aus der DDR steht im Widerspruch zu einem grundlegenden Charakteristikum der Rentenversicherung, wonach die durch Lebensleistung erreichte relative Position innerhalb der jeweiligen Rentnergeneration nach Eintritt des Versicherungsfalles erhalten bleiben muss. Das ist so vom Bundesverfassungsgericht formuliert (BVerfG, 1 BvL 32/95 vom 28. April 1999, Absatz 149).
In Fachveröffentlichungen wird zu den Nachteilen für die Akademiker der DDR zum Teil die Meinung vertreten, das sei so gewollt gewesen. In einer Ausarbeitung ist unter Bezugnahme auf das Anspruchs- und Anwartschaftsüberführungsgesetz (AAÜG) zu lesen: „Damit war auch über die Altersversorgung der Dozenten, Professoren und Wissenschaftler der ehemaligen DDR entschieden: Aus dem ersten Staatsvertrag und dem Einigungsvertrag ergibt sich, dass die Angehörigen dieser Berufsgruppen das Versorgungsniveau ihrer beamteten Kollegen in den alten Bundesländern nicht erreichen sollten. Diese Vereinbarung lässt sich keineswegs auf ein Missverständnis, eine ungewollte Regelungslücke o. ä. zurückführen“.
(Wissenschaftliche Dienste des Deutschen Bundestages, Reg.-Nr.: WF VI – 91/02, 4/03 „Die rentenrechtliche Situation der Wissenschaftler aus der ehemaligen DDR“).

## Rentenüberleitungs-Abschlussgesetz (2017)
Am 1. Juni 2017 wurde vom Deutschen Bundestag das Rentenüberleitungs-Abschlussgesetz beschlossen. Dieses sieht die Angleichung der Ostrenten an das Westniveau ab Juli 2018 vor. Die rechtliche Grundlage des Gesetzes bildet der Einigungsvertrag vom 31. August 1990. Auch gesellschaftspolitisch ist dieser endgültige Schritt notwendig.
Die Kritik an diesem Gesetz betrifft die Finanzierung der Maßnahme und die daraus resultierende Ungerechtigkeit. Grundsätzlich wird das dem deutschen Rentensystem zugrundeliegende Äquivalenzprinzip verletzt, da die Finanzierung zum allergrößten Teil auf die Beitragszahler umgelegt wird. Von den insgesamt bis 2025 entstehenden kalkulierten Gesamtkosten in Höhe von 19,6 Mrd. Euro werden lediglich zwei Mrd. über Steuermittel finanziert. Konkret bedeutet dies, dass Besserverdiener, Freiberufler, Unternehmer und Beamte von den Kosten nicht betroffen sein werden, obwohl es sich um eine gesamtgesellschaftliche Entscheidung handelt.
Dies widerspricht nicht nur den gängigen Gerechtigkeitsvorstellungen, sondern stellt laut Ernst Niemeier auch einen Verstoß gegen den Gleichbehandlungsgrundsatz nach Art. 3 GG dar. Ebenfalls sieht er eine Verletzung der Eigentumsrechte nach Art. 14 GG, da Rentenbeiträge einen eigentumsähnlichen Anspruch entfalten. Ähnlich sei bei der Mütterrente vorgegangen worden, bei der es sich ebenfalls um eine die Gesamtgesellschaft betreffende Entscheidung und Notwendigkeit gehandelt habe. Ein Teilabbau des Sozialstaates sei dementsprechend schon abzusehen.

## Härtefallfonds (2023)
Im November 2022 beschloss der Haushaltsausschuss des Bundestags einen Härtefallfonds. Bedürftige ehemalige DDR-Bürger, Spätaussiedler und jüdischen Kontingentflüchtlinge können im Zeitraum vom Januar bis September 2023 einen Antrag auf eine Einmalzahlung stellen, sofern sie Rentenansprüche erworben hatten, die 1991 nicht ins bundesdeutsche System übernommen wurden. Darunter fallen einerseits Menschen mit DDR-Zusatzrenten; zu nennen sind hier zum Beispiel Beschäftigte der Reichsbahn oder der Post, Krankenschwestern, Bergleute, Land- und Forstwirte, Handwerker, Beschäftigte im Gesundheits- und Sozialwesen, der Nationalen Volksarmee, der Polizei und des Zolls, für die in der DDR Sonderversorgungssysteme galten. Andererseits fallen darunter auch Frauen, die zu DDR-Zeiten geschieden wurden. Diese Frauen hatten keinen Versorgungsausgleich durch ihre Ex-Ehepartner erhalten – weder in der DDR, wo dies nicht vorgesehen war, noch rückwirkend nach der Wiedervereinigung – so dass ihnen Rentenansprüche für Familienzeiten oder Zeiten der Mitarbeit im Familienbetrieb entgingen. Der UN-Ausschuss für die Beseitigung der Diskriminierung der Frau hatte seit 2017 gefordert, die rentenrechtliche Benachteiligung der in der DDR geschiedenen Frauen zu beenden.
Die Linksfraktion kritisierte die Bindung der Zahlung an das Kriterium der Bedürftigkeit sowie eine zu geringe Höhe der Einmalzahlung.